# Randia aculeata
Crucecita (Randia aculeata), es un arbusto de la familia de las rubiáceas. Se le considera una especie nativa de México. Llega a medir hasta 4 m de alto, hojas elípticas-oblanceoladas, flores de tonalidad blanca y frutos globosos. En México se distribuye en el litoral del Golfo de México. Habita principalmente pastizales y áreas perturbadas.  

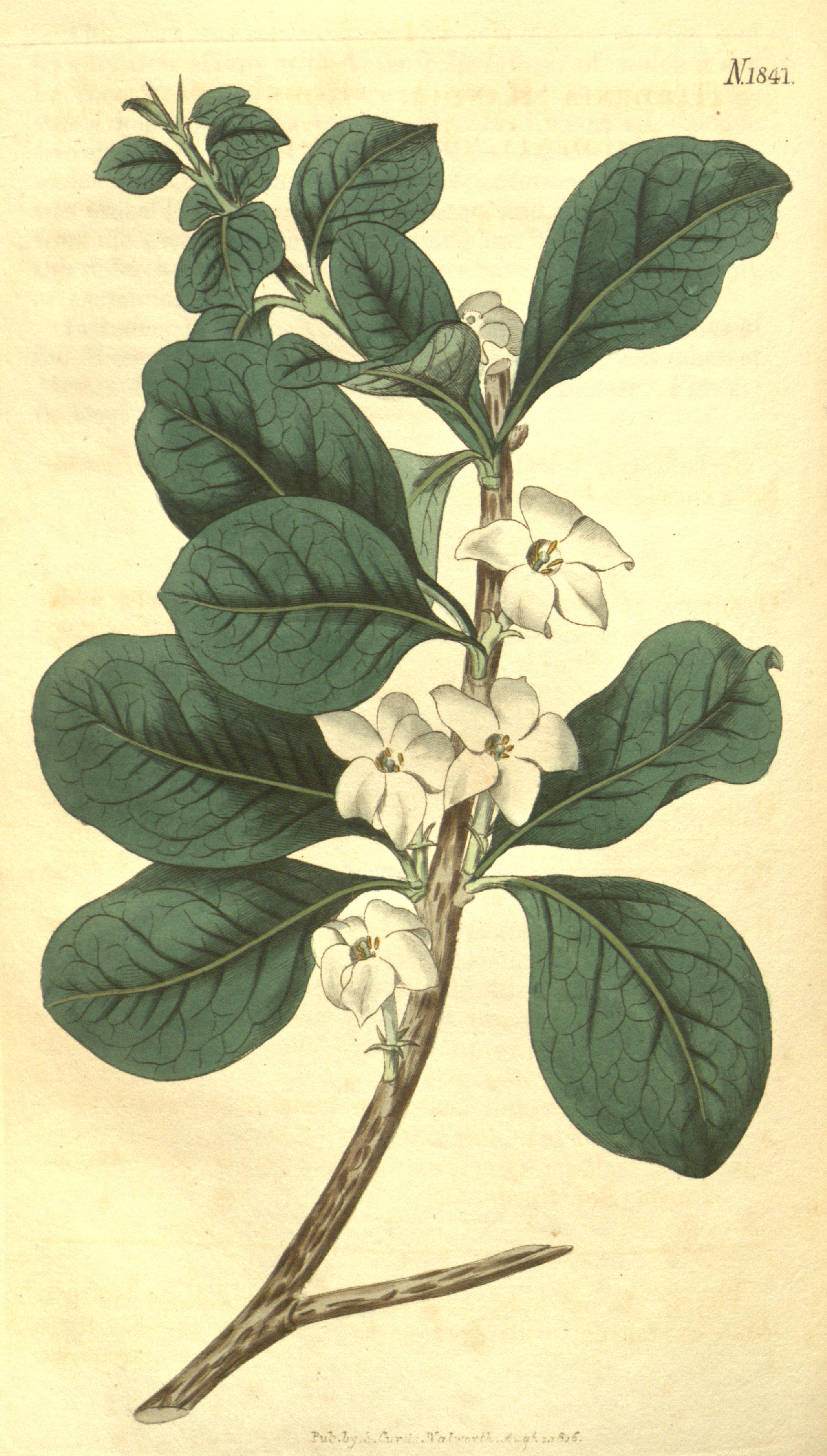
Ilustración de Curtis's Botanical Magazine

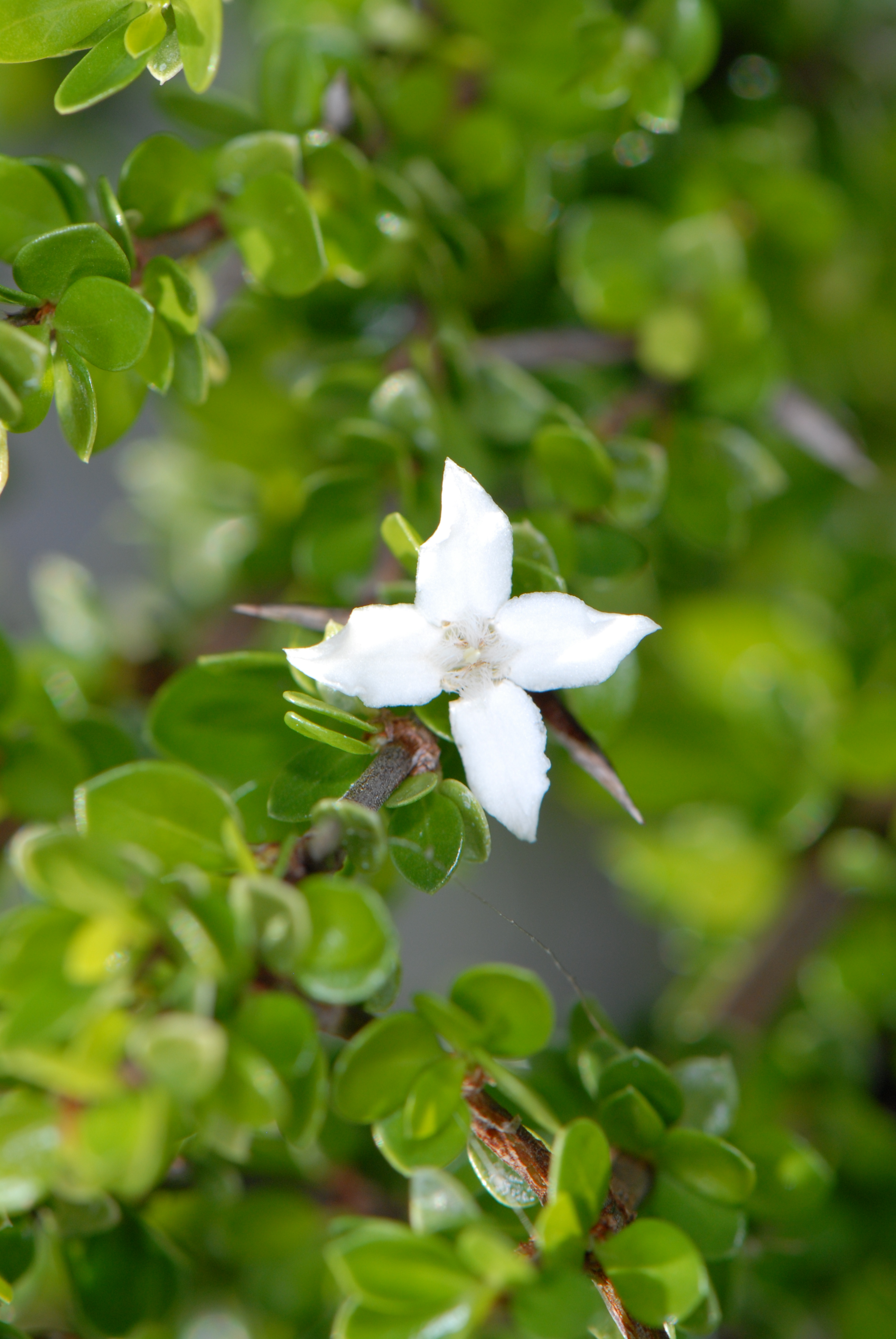
Detalle de la flor

## Descripción
Es un arbusto que alcanza un tamaño de hasta 4 m de alto, glabro a pubérulo, generalmente armado con espinas apareadas, de 6–15 mm de largo. Hojas generalmente apareadas en nudos separados o agrupadas en espolones, elípticas a oblanceoladas, de 1–6 cm de largo y 0.5–3 cm de ancho, el ápice obtuso, base cuneada a aguda y atenuada, papiráceas, con nervios secundarios 4–6 pares; subsésiles; estípulas caducas, 1–1.5 mm de largo. Flores terminales en espolones, subsésiles, las estaminadas solitarias o fasciculadas, las pistiladas solitarias; limbo calicino de 1 mm de largo, 5-lobado; corola glabra, excepto vellosa en la garganta, tubo 4–8 mm de largo, lobos 5, 4–5 mm de largo. Frutos globosos, 0.8–1.5 cm de diámetro, lisos, glabros, verde pálidos a blanquecinos o amarillentos.

## Distribución y hábitat
Ocasional en sitios perturbados, en pastizales y/o suelos muy degradados, en áreas húmedas a secas, en las zonas atlántica y norcentral; a una altitud de 0–1520 metros desde los Estados Unidos (Florida), México al norte de Sudamérica y en las Antillas. Muy variable morfológicamente; las flores se recolectan muy raras veces, las pistiladas casi nunca. Las plantas sin espinas han sido separadas por unos autores como Randia mitis, pero éstas en general parecen corresponder mejor a una variante morfológica que a un taxón distinto. Ocasionalmente se usa como cerca viva.
En México su distribución principal es el litoral del golfo de México, Tamaulipas y Veracruz. Hay algunos registros en Quintana Roo y Sinaloa.

## Taxonomía
Randia aculeata fue descrita por Carlos Linneo y publicado en Species Plantarum 2: 1192, en el año 1753.
Variedades aceptadas
- Randia aculeata var. aculeata
- Randia aculeata var. dasyclada Steyerm.
- Randia aculeata var. jamaicensis (Spreng.) C.D.Adams

Sinonimia
| - Gardenia aculeata (L.) Aiton - Gardenia randia Sw. - Genipa aculeata (L.) M.Gómez - Solena randia (Sw.) D.Dietr. - var. aculeata - Foscarenia spinosa Roem. & Schult. - Gardenia foliolosa Wight & Arn. - Gardenia mitis (L.) Steud. - Gardenia randia var. mitis (L.) Sw. - Gardenia stellaris Salisb. - Griffithia latifolia (Lam.) Teijsm. & Binn. - Mussaenda mitis (L.) Sessé & Moc. - Mussaenda rotundifolia Sessé & Moc. - Randia aculeata var. chiapasina Loes. - Randia aculeata f. minor Steyerm. - Randia aculeata f. mitis (L.) Steyerm. - Randia aculeata var. mitis (L.) Griseb. - Randia foliolosa Wight & Arn. - Randia glomerata Benth. - Randia guatemalensis Standl. - Randia karstenii Pol. - Randia latifolia Lam. - Randia latifolia var. micrantha Schltdl. - Randia latifolia var. mitis (L.) DC. - Randia mitis L. - Randia montana L.O.Williams - Randia spinosa (K.Schum.) Loes. - Rondeletia spinosa K.Schum. - var. dasyclada Steyerm. - Randia obovata Kunth - Randia tomatillo Loes. - var. jamaicensis (Spreng.) C.D.Adams - Gardenia jamaicensis Spreng. - Randia jamaicensis (Spreng.) Krug & Urb. - Randia jamaicensis var. campbellii Krug & Urb. |

## Nombres comunes
- Castellano: palo de cotorra, palo de Navidad, sota caballo, tintillo, crucetillo (México).[5] En Cuba recibe los nombres de pitajoní[6] y agalla.[6]
- Crucecita,, Crucero, Cruceta, Crucetilla blanca, Crucetillo, Crucetillo de la costa, Espino cruz, Granadillo, Limoncillo, Torito (en Español)
- Kajal k'aax, Kat ku'uk, Pech-kitam, Peech kitam, Puuts' che', X-pech-kitam (en Maya).[1]
- Papiamento: Palu di lele (Curazao, Bonaire), rabu di kabai, wakuri (Bonaire)[7]